# Mało Buczino
Mało Buczino (bułg. Мало Бучино) – wieś w Bułgarii; 550 mieszkańców (2010).